# Bohdan Cymbał
Bohdan Witalijowycz Cymbał (ukr. Богдан Віталійович Цимбал; ur. 9 sierpnia 1997 w Sumach) – ukraiński biathlonista. Pierwszy raz na arenie międzynarodowej pojawił się w 2015 roku, startując na olimpijskim festiwalu młodzieży Europy w Vorarlbergu. Zajął tam 9. miejsce w sprincie i 22. miejsce w biegu pościgowym. Był też między innymi czwarty w sprincie i dziewiąty w biegu pościgowym na mistrzostwach świata juniorów w Osrblie w 2019 roku. W Pucharze Świata zadebiutował 10 stycznia 2020 roku w Oberhofie, gdzie zajął 106. miejsce w sprincie. Pierwsze punkty zdobył 12 lutego 2021 roku w Pokljuce, zajmując 30. miejsce w tej samej konkurencji.
W 2020 roku wystąpił na mistrzostwach świata w Rasen-Antholz, gdzie zajął 67. miejsce w sprincie. Na rozgrywanych rok później mistrzostwach świata w Pokljuce uplasował się na 30. miejscu w sprincie, 18. w biegu pościgowym i piąte w sztafecie. W tym samym roku razem z Iryną Petrenko, Witą Semerenko i Artemem Prymą zdobył brązowy medal w sztafecie mieszanej podczas mistrzostw Europy w Dusznikach-Zdroju.

## Osiągnięcia

### Igrzyska olimpijskie
| Rok  | Miejscowość | Konkurencje | Konkurencje | Konkurencje | Konkurencje | Konkurencje | Konkurencje | Konkurencje |
| Rok  | Miejscowość | IN          | SP          | PU          | MS          | RL          | MR          | SR          |
| ---- | ----------- | ----------- | ----------- | ----------- | ----------- | ----------- | ----------- | ----------- |
| 2022 | Pekin       | 55.         | 66.         | –           | –           | 9.          | –           | nd.         |

### Mistrzostwa świata
| Rok  | Miejscowość   | Konkurencje | Konkurencje | Konkurencje | Konkurencje | Konkurencje | Konkurencje | Konkurencje |
| Rok  | Miejscowość   | IN          | SP          | PU          | MS          | RL          | MR          | SR          |
| ---- | ------------- | ----------- | ----------- | ----------- | ----------- | ----------- | ----------- | ----------- |
| 2020 | Rasen-Antholz | –           | 67.         | –           | –           | –           | –           | –           |
| 2021 | Pokljuka      | –           | 30.         | 18.         | –           | 5.          | –           | –           |
| 2023 | Oberhof       | 39.         | 29.         | 40.         | –           | 13.         | –           | –           |

### Mistrzostwa świata juniorów
| Rok  | Miejscowość      | Konkurencje | Konkurencje | Konkurencje | Konkurencje | Konkurencje | Konkurencje | Konkurencje |
| Rok  | Miejscowość      | IN          | SP          | PU          | MS          | RL          | MR          | SR          |
| ---- | ---------------- | ----------- | ----------- | ----------- | ----------- | ----------- | ----------- | ----------- |
| 2016 | Cheile Grădiştei | 27.         | 10.         | 7.          | nd.         | 6.          | nd.         | nd.         |
| 2018 | Otepää           | 12.         | 31.         | 24.         | nd.         | 7.          | nd.         | nd.         |
| 2019 | Osrblie          | 37.         | 4.          | 9.          | nd.         | 8.          | nd.         | nd.         |

### Puchar Świata

#### Miejsca w klasyfikacji generalnej
| Sezon     | Miejsce           |
| --------- | ----------------- |
| 2019/2020 | –                 |
| 2020/2021 | 62.               |
| 2021/2022 | 60.               |
| 2022/2023 | 57.               |
| 2023/2024 | niesklasyfikowany |
| 2024/2025 | niesklasyfikowany |

#### Miejsca na podium chronologicznie
Cymbał nie stanął na podium indywidualnych zawodów PŚ.